# Bruno Detassis
Bruno Detassis (Trente, 24 juin 1910 – Madonna di Campiglio, 8 mai 2008) est un alpiniste italien. Auteur de plus de 200 nouvelles voies, guide, gardien du refuge Brentei pendant des décennies, il est l'une des grandes figures des Dolomites de Brenta.

## Biographie
Issu d'une famille ouvrière et syndicaliste de Trente, Bruno Detassis travaille très jeune comme apprenti et fréquente les écoles du soir. À 16 ans, il gravit la voie normale de la Paganella en leader et, à 18 ans, il gravit pour la première fois le Campanile Basso. Il choisit de se consacrer entièrement à la montagne : en 1935, il réussit les examens de guide alpin et en 1936 ceux de moniteur de ski. Il est un temps moniteur d'alpinisme à l'École alpine militaire d'Aoste. À Sestrières, il est moniteur de ski pour, entre autres, des membres de la maison de Savoie et de la famille Agnelli. Il y fait la rencontre de Nella Cristian, de Trieste, la première monitrice de ski italienne. Ils se marient en 1939 et s'installent à Madonna di Campiglio. En 1943, Detassis, sous les drapeaux à Merano, est fait prisonnier par les Allemands, déporté en Allemagne dans le camp de concentration d'Oerbke et libéré par les Américains en avril 1945.
De retour dans la Brenta, après une expérience au refuge XII Apostoli, en 1949, il se voit confier la gestion du refuge Brentei qu'il gardera pendant des décennies, avec sa femme puis avec ses enfants Lalla et Claudio. Sa compétence et son attention lui vaudront le surnom de Custode del Brenta (gardien de la Brenta). Au cours de sa carrière, Il a effectué de très nombreux sauvetages. Il a aussi été l'un des concepteurs et réalisateurs de la via ferrata delle Bocchette.
Bruno Detassis est décédé le 8 mai 2008 à Madonna di Campiglio, à l'âge de 97 ans.

## Alpinisme

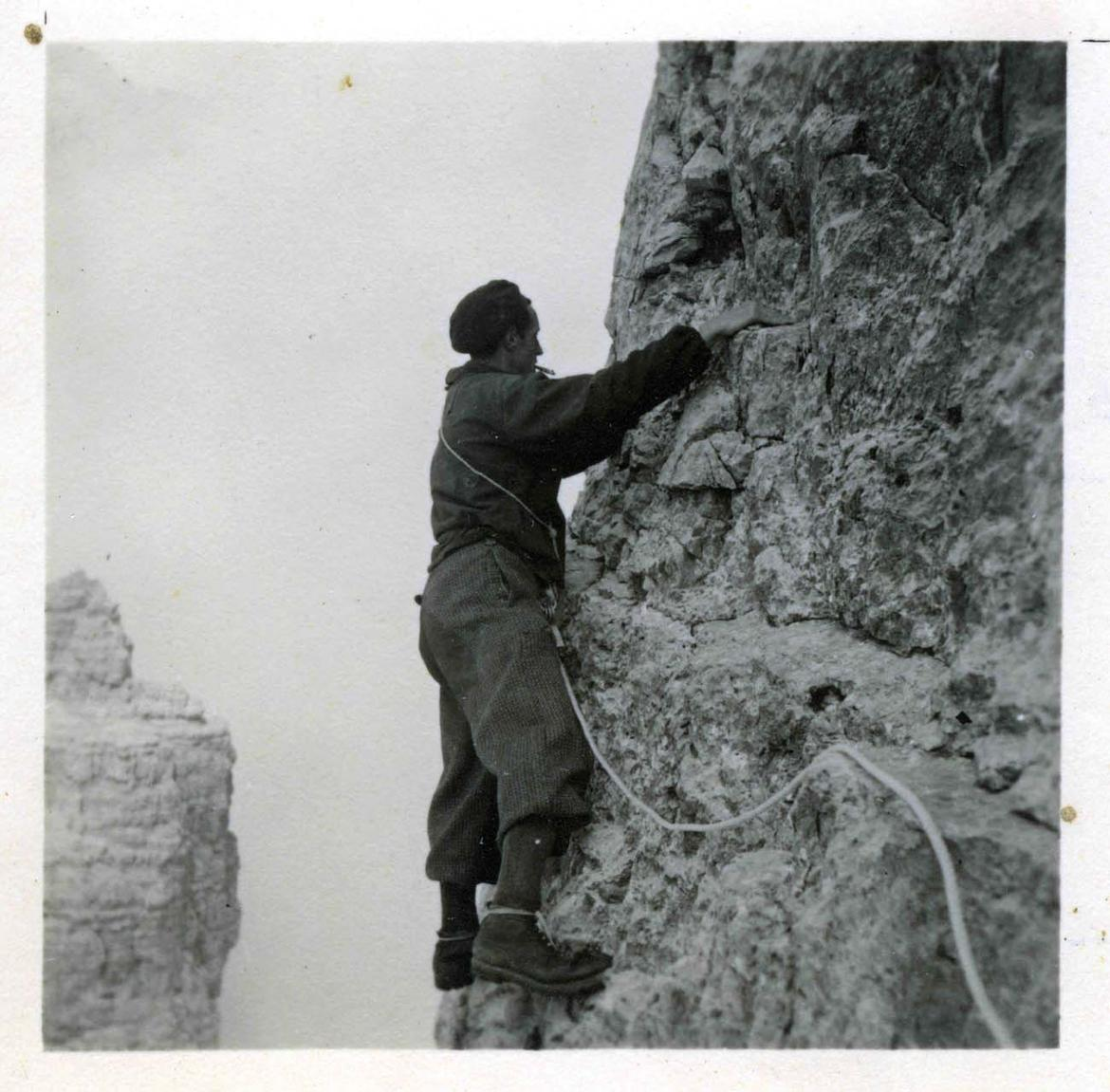
Detassis dans les Dolomites dans les années 1930.

Il fait régulièrement équipe avec Ettore Castiglioni avec lequel il a, entre autres voies remarquables, ouvert l'arête sud-est du Sass Maor dans les Pale di San Martino.
Ses voies restées les plus célèbres sont, d'une part, la Detassis à la Brenta Alta, ouverte en 1934 avec Ulisse Battistata et Enrico Giordani, qui a été pendant des décennies l'escalade la plus dure et exposée de Brenta. D'autre part, la Voie des Guides au Crozzon di Brenta, ouverte avec Giordani en 1935, est toujours une référence du cinquième degré avec ses 800 m d'escalade.
Entre le 10 mars et le 18 mai 1956, avec son frère Catullo, Angelo Righini et Fortunato Donini, il effectue la traversée intégrale des Alpes à skis.
En décembre 1957, il est chef de l'expédition montée par la région du Trentin pour tenter le Cerro Torre en Patagonie. Il a à ses côtés Marino Stenico, Catullo Detassis, Cesare Maestri, Luciano Eccher, Cesarino Fava et Tito Lucchini. Son programme, résumant toute sa philosophie, était « Far tut quel che podem ! ». Parvenu sur place, il constate la difficulté de l'entreprise et décrète : « Le Torre est une montagne impossible, et je ne veux mettre en danger la vie de personne. C'est pourquoi, en ma qualité de chef d'expédition, je vous interdis d'attaquer le Torre ». L'expédition réalisa néanmoins l'ascension d'autres sommets restés vierges jusqu'alors.
À l'âge de 79 ans, Detassis réalise sa 182e ascension du Campanile Basso pour célébrer les 90 ans de l'ouverture de la voie Berger - Ampferer.

## Premières notables

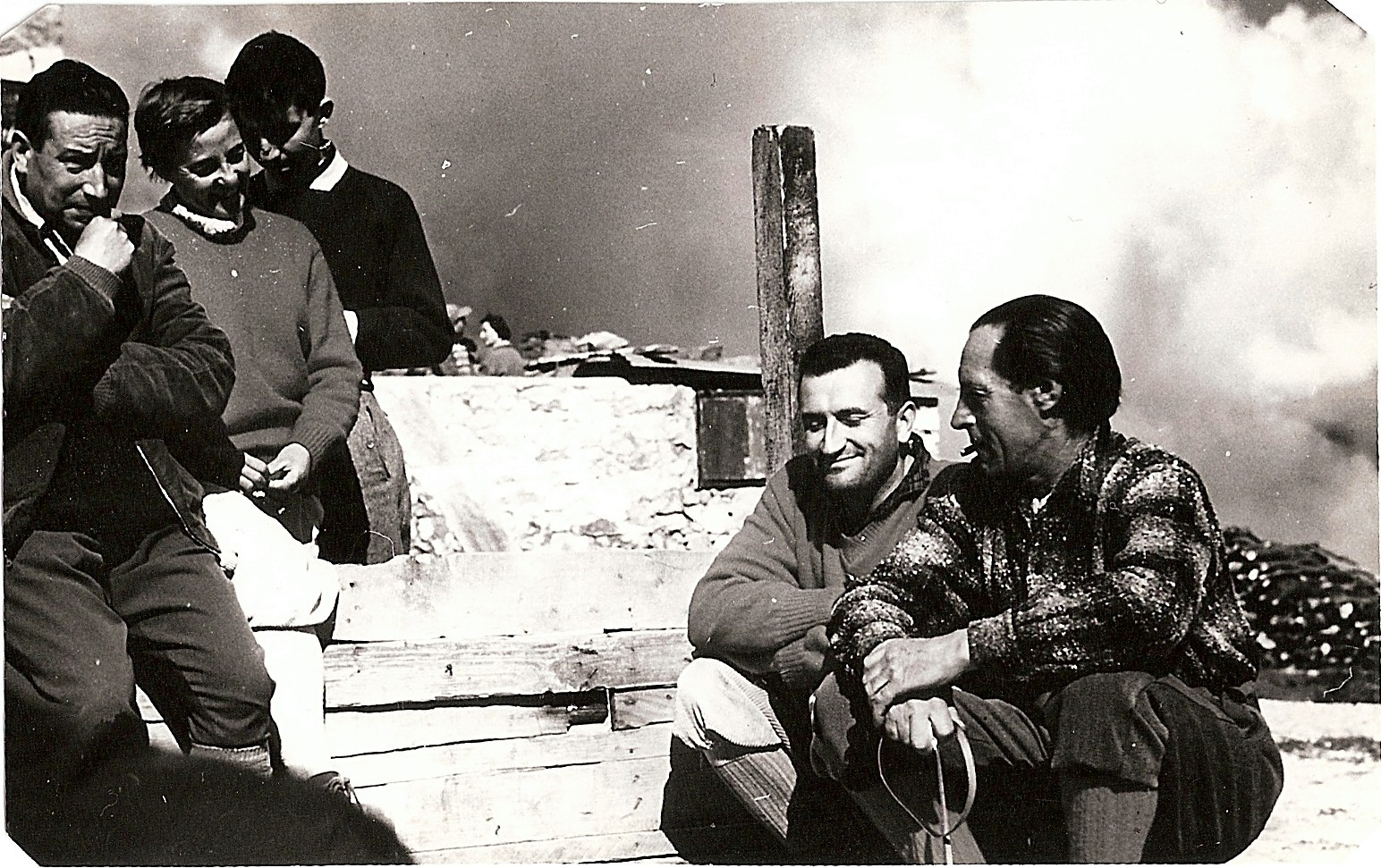
Bruno Detassis avec Sonia (à gauche) et Georges Livanos (au centre) et à Brenta en 1959.

Detassis a ouvert plus de 200 voies dans les Dolomites, dont plus de 70 dans le groupe de Brenta. Les principales sont :
- Pala del Rifugio (Pale di San Martino), Spigolo nord-ouest, avec Ettore Castiglioni, 18 juillet 1934 ;
- Sass Maor (Pale di San Martino), Spigolo sud, avec Ettore Castiglioni, 26 juillet 1934 ;
- Cima Brenta, face nord-est, via Detassis, avec Ulisse Battistata et Enrico Giordani, 15 août 1934 ;
- Crozzon di Brenta, face est-nord-est, via delle Guide, avec Enrico Giordani, 2 août 1935 ;
- Croz dell'Altissimo, face sud-ouest à sommet nord-ouest, avec Enrico Giordani, 30 juillet 1936 ;
- Cima Tosa, mur est, pilier droit, avec Giorgio Graffer, 13 août 1937 ;
- Piccolo Dain (vallée de Sarca), face sud-est, via Canna d'Organo, avec Rizieri Costazza, 22 septembre 1938.